# Aborto en Chipre
Desde 2018, el aborto en Chipre se puede solicitar hasta la semana 12 de embarazo y hasta la semana 19 en casos de violación. Anteriormente se realizaba solo si había riesgo de daño físico o mental a la madre, riesgo de deformidad fetal o si la paciente había sido violada o agredida sexualmente de otro modo.
Chipre tiene una política natalista y, por tanto, no ofrece procedimientos de aborto de rutina en los hospitales estatales, por lo que generalmente se realizan en clínicas privadas; brindando los hospitales públicos el procedimiento solo si la madre corre un gran riesgo. Como los abortos son pagados de su bolsillo por la mujer que se somete al procedimiento, los médicos privados pueden y han realizado abortos fuera del marco legal.

## Seguimiento de la nueva ley
La Comisión de Derechos Humanos del Parlamento de Chipre avaló en 2022 la ley de 2018, adoptada a propuesta del partido AKEL. Sin embargo, dirimieron que la falta de cobertura médica garantizada en caso de aborto sigue siendo un obstáculo importante para el acceso al mismo. Varios diputados debatieron ese año la posibilidad de que el plan de salud nacional GESY cubriese los abortos a solicitud de la paciente, y criticaron varias de las pautas al respecto de los mismos que ofrecían y llevaban a cabo los doctores.